# 100 meter häck för damer i friidrott vid olympiska sommarspelen 2012
Damernas 100 meter häck vid olympiska sommarspelen 2012, i London i Storbritannien avgjordes den sjätte och sjunde augusti på Londons Olympiastadion. Tävlingen började med en försöksomgång där alla deltagare deltog för att kvalificera sig till det efterföljande steget i tävlingen. Efter försöksomgången följde semifinaler och till sist finalen där 8 häcklöpare deltog. Dawn Harper från USA var regerande mästare efter att hon i Peking 2008 vunnit finalen.

## Medaljörer
| Event          | Guld                     | Guld                     | Silver          | Silver          | Brons            | Brons            |
| 100 meter häck | Sally Pearson Australien | Sally Pearson Australien | Dawn Harper USA | Dawn Harper USA | Kellie Wells USA | Kellie Wells USA |

## Rekord
Före tävlingarna gällde dessa rekord:
| Världsrekord (WR)     | Jordanka Donkova (BUL) | 12,21         | Stara Zagora, Bulgarien | 20 augusti 1998 | [ 4 ] |
| Olympiskt rekord (OR) | Joanna Hayes (USA)     | 12,37         | Aten, Grekland          | 24 augusti 2004 | [ 5 ] |
| Världsårsbästa (WL)   | ej fastställt          | ej fastställt | ej fastställt           | ej fastställt   |       |

Följande nytt olympiskt rekord sattes i finalen:
| Olympiskt rekord (OR) | Sally Pearson (AUS) | 12,35 | 6 augusti 2012 |

## Program
Tider anges i lokal tid, det vill säga västeuropeisk sommartid (UTC+1).
6 augusti
- 10:05 – Försök

7 augusti
- 19:15 – Semifinal
- 21:15 – Final

## Resultat
- Q innebär avancemang utifrån placering i heatet.
- q innebär avancemang utifrån total placering.
- DNS innebär att personen inte startade.
- DNF innebär att personen inte fullföljde.
- DQ innebär diskvalificering.
- NR innebär nationellt rekord.
- OR innebär olympiskt rekord.
- WR innebär världsrekord.
- WJR innebär världsrekord för juniorer
- AR innebär världsdelsrekord (area record)
- PB innebär personligt rekord.
- SB innebär säsongsbästa.
- w innebär medvind > 2,0 m/s

### Försöksomgång
Den inledande försöksomgången ägde rum den 6 augusti. De tre snabbaste deltagarna i varje heat (Q) samt de sex snabbaste tiderna bland de som slutade på fjärde plats eller sämre i sitt heat (q) kvalificerade sig till semifinalerna.

#### Heat 1
| Rank | Namn                  | Tid   | Noteringar |
| ---- | --------------------- | ----- | ---------- |
| 1    | Alina Talay (BLR)     | 12,71 | Q, PB      |
| 2    | Jessica Zelinka (CAN) | 12.75 | Q          |
| 3    | Tiffany Porter (GBR)  | 12.79 | Q          |
| 4    | Anne Zagré (BEL)      | 13.04 | q          |
| 5    | Marina Tomić (SLO)    | 13.10 |            |
| 6    | Rosvitha Okou (CIV)   | 13.62 | SB         |
| 7    | Ayako Kimura (JPN)    | 13.75 |            |
| N/A  | Rahamatou Drame (MLI) | N/A   | DQ         |

#### Heat 2
| Rank | Namn                       | Tid   | Noteringar |
| ---- | -------------------------- | ----- | ---------- |
| 1    | Beate Schrott (AUT)        | 13,09 | Q          |
| 2    | Eline Berings (BEL)        | 13.46 | Q          |
| 3    | Ivanique Kemp (BAH)        | 13.51 | Q          |
| 4    | Seun Adigun (NGR)          | 13.56 |            |
| 5    | Anastasija Pilipenko (KAZ) | 13.77 |            |
| 6    | Lecabela Quaresma (STP)    | 14.56 | SB         |
| N/A  | Jessica Ennis (GBR)        | N/A   | DNA        |
| N/A  | Latoya Greaves (JAM)       | N/A   | DNS        |

#### Heat 3
| Rank | Namn                      | Tid   | Noteringar |
| ---- | ------------------------- | ----- | ---------- |
| 1    | Kellie Wells (USA)        | 12,69 | Q          |
| 2    | Tatjana Dektjareva (RUS)  | 12.87 | Q          |
| 3    | Lucie Škrobáková (CZE)    | 13.01 | Q, SB      |
| 4    | Cindy Roleder (GER)       | 13.06 | q          |
| 5    | Shermaine Williams (JAM)  | 13.07 | q          |
| 6    | Lina Florez (COL)         | 13.17 |            |
| 7    | Natalja Ivoninskaja (KAZ) | 13.48 |            |
| 8    | Marthe Koala (BUR)        | 13.91 | PB         |

#### Heat 4
| Rank | Namn                        | Tid   | Noteringar |
| ---- | --------------------------- | ----- | ---------- |
| 1    | Nevin Yanıt (TUR)           | 12,70 | Q          |
| 2    | Dawn Harper (USA)           | 12.75 | Q          |
| 3    | Jekaterina Galitskaja (RUS) | 12.89 | Q          |
| 4    | Derval O'Rourke (IRL)       | 12.91 | q, SB      |
| 5    | Nikkita Holder (CAN)        | 12.93 | q          |
| 6    | Brigitte Merlano (COL)      | 13.21 | SB         |
| 7    | Jung Hye-Lim (KOR)          | 13.48 |            |
| 8    | Jeimy Bernárdez (HON)       | 14.36 |            |

#### Heat 5
| Rank | Namn                         | Tid   | Noteringar |
| ---- | ---------------------------- | ----- | ---------- |
| 1    | Sally Pearson (AUS)          | 12,57 | Q          |
| 2    | Reïna-Flor Okori (FRA)       | 13.01 | Q          |
| 3    | Carolin Nytra (GER)          | 13.30 | Q          |
| 4    | Anastasija Soprunova (KAZ)   | 13.40 |            |
| 5    | Sonata Tamošaitytė (LTU)     | 13.59 |            |
| 6    | Lavonne Idlette (DOM)        | 13.60 |            |
| 7    | Dipna Lim Prasad (SIN)       | 14.68 | SB         |
| 8    | Silvia Panguana (MOZ)        | 14.68 | PB         |
| N/A  | Jekaterina Poplavskaja (BLR) | N/A   | DQ         |

#### Heat 6
| Rank | Namn                         | Tid   | Noteringar |
| ---- | ---------------------------- | ----- | ---------- |
| 1    | Lolo Jones (USA)             | 12,68 | Q, SB      |
| 2    | Phylicia George (CAN)        | 12.83 | Q          |
| 3    | Marzia Caravelli (ITA)       | 13.01 | Q          |
| 4    | Julija Kondakova (RUS)       | 13.10 | q          |
| 5    | Sun Yawei (CHN)              | 13.26 |            |
| 6    | Noemi Zbären (SUI)           | 13.33 |            |
| 7    | Brigitte Foster-Hylton (JAM) | 13.98 |            |
| 8    | Odile Ahouanwanou (BEN)      | 14.76 | NR         |
| 9    | Bibiana Olama (GEQ)          | 16.18 | SB         |

### Semifinaler
Semifinalerna ägde rum den 7 augusti. De två snabbaste deltagarna i varje heat (Q) samt de två snabbaste tiderna hos de som slutar på tredje plats eller sämre (q) kvalificerade sid till finalen.

#### Heat 1
| Rank | Namn                        | Tid   | Noteringar |
| ---- | --------------------------- | ----- | ---------- |
| 1    | Dawn Harper (USA)           | 12,46 | Q, PB      |
| 2    | Beate Schrott (AUT)         | 12.83 | Q          |
| 3    | Shermaine Williams (JAM)    | 12.83 |            |
| 4    | Alina Talay (BLR)           | 12.84 |            |
| 5    | Jekaterina Galitskaja (RUS) | 12.90 |            |
| 6    | Nikkita Holder (CAN)        | 12.93 | SB         |
| 7    | Carolin Nytra (GER)         | 13.31 |            |
| N/A  | Reïna-Flor Okori (FRA)      | N/A   | DQ         |

#### Heat 2
| Rank | Namn                   | Tid   | Noteringar |
| ---- | ---------------------- | ----- | ---------- |
| 1    | Sally Pearson (AUS)    | 12,39 | Q, PB      |
| 2    | Jessica Zelinka (CAN)  | 12.66 | Q          |
| 3    | Lolo Jones (USA)       | 12.71 | q          |
| 4    | Tiffany Porter (GBR)   | 12.79 |            |
| 5    | Derval O'Rourke (IRL)  | 12.91 | =SB        |
| 6    | Julija Kondakova (RUS) | 13.13 | SB         |
| 7    | Eline Berings (BEL)    | 13.26 |            |
| N/A  | Ivanique Kemp (BAH)    | 13.56 |            |

#### Heat 3
| Rank | Namn                     | Tid   | Noteringar |
| ---- | ------------------------ | ----- | ---------- |
| 1    | Kellie Wells (USA)       | 12,51 | Q, SB      |
| 2    | Nevin Yanıt (TUR)        | 12.58 | Q, NR      |
| 3    | Phylicia George (CAN)    | 12.65 | q, PB      |
| 4    | Tatjana Dektjareva (RUS) | 12.75 | SB         |
| 5    | Lucie Škrobáková (CZE)   | 12.81 | SB         |
| 6    | Anne Zagré (BEL)         | 12.94 |            |
| 7    | Cindy Roleder (GER)      | 13.02 |            |
| N/A  | Marzia Caravelli (ITA)   | N/A   | DQ         |

### Final
Finalen ägde rum den 7 augusti.
| \| Rank \| Bana \| Namn \| Tid \| Noteringar \| \| ---- \| ---- \| --------------------- \| ----- \| ---------- \| \| 01  \| 7 \| Sally Pearson (AUS) \| 12,35 \| OR \| \| 02  \| 4 \| Dawn Harper (USA) \| 12,37 \| PB \| \| 03  \| 5 \| Kellie Wells (USA) \| 12,48 \| PB \| \| 4 \| 2 \| Lolo Jones (USA) \| 12,58 \| SB \| \| 5 \| 6 \| Nevin Yanıt (TUR) \| 12,58 \| =NR \| \| 6 \| 3 \| Phylicia George (CAN) \| 12,65 \| =PB \| \| 7 \| 8 \| Jessica Zelinka (CAN) \| 12,69 \| \| \| 8 \| 9 \| Beate Schrott (AUT) \| 13,07 \| \| | Fredagen den 10 augusti 2012 Olympic Stadium, London, Storbritannien; Vind: -0.2 m/s |                       |       |            |
| Rank | Bana                                                                                 | Namn                  | Tid   | Noteringar |
| 01 | 7                                                                                    | Sally Pearson (AUS)   | 12,35 | OR         |
| 02 | 4                                                                                    | Dawn Harper (USA)     | 12,37 | PB         |
| 03 | 5                                                                                    | Kellie Wells (USA)    | 12,48 | PB         |
| 4 | 2                                                                                    | Lolo Jones (USA)      | 12,58 | SB         |
| 5 | 6                                                                                    | Nevin Yanıt (TUR)     | 12,58 | =NR        |
| 6 | 3                                                                                    | Phylicia George (CAN) | 12,65 | =PB        |
| 7 | 8                                                                                    | Jessica Zelinka (CAN) | 12,69 |            |
| 8 | 9                                                                                    | Beate Schrott (AUT)   | 13,07 |            |